# Dryops viennensis
Dryops viennensis är en skalbaggsart som först beskrevs av Oswald Heer 1841.  Dryops viennensis ingår i släktet Dryops och familjen öronbaggar. Arten har ej påträffats i Sverige. Inga underarter finns listade i Catalogue of Life.